# Coleophora vibicigerella
Coleophora vibicigerella — вид лускокрилих комах родини чохликових молей (Coleophoridae).

## Поширення
Вид поширений в Європі, Північній Африці та Північній Азії. У фауні України не зафіксований.

## Опис
Розмах крил 10,5-14 мм.

## Спосіб життя
Імаго літають наприкінці травня та в червні. Личинки живляться деревієм (Achillea millefolium) і полином польовим (Artemisia campestris). Вони утворюють сильно стиснутий з боків, двостулковий, чорний шовковий футляр, звужений позаду гирла. Личинки можна знайти з вересня по травень.